# Over the Hill (film fra 1917)
Over the Hill er en amerikansk stumfilm fra 1917 af William Parke.

## Medvirkende
- Gladys Hulette som Esther
- J.H. Gilmour som Amos Winthrop
- Dan Mason som Timothy Neal
- William Parke Jr. som Roy Winthrop
- Chester Barnett som Allen Stone